# Leo Santana (artista plástico)
Leonardo Santana, mais conhecido como Leo Santana (Teófilo Otoni, c. 1965), é um artista plástico brasileiro.

## Carreira

### Formação e obras
Escultor desde 1990 iniciou trabalhos com bronze em 2000. Uma de suas obras mais conhecidas é a Estátua de Carlos Drummond de Andrade.
É formado em publicidade e propaganda e desenho industrial. Possui obras em diversas capitais do Brasil, Europa e Estados Unidos. Fez obras homenageando Carlos Drummond de Andrade, Juscelino Kubitschek, Tancredo Neves, e outros.

#### Obras e exposições
- Santa Criatura - 1987
- Alquiminera - 1994
- Ditos Malditos - 1995
- Aos Bandos - 1996
- Monumento dos Trabalhadores - 1997
- Sangue Bom - 1999
- Santo Expedito - 2000
- Macaqueiros - 2001
- Drummond;
- Encontro casual; Roberto Drummond; Ary Barroso; Caminho das Águas - 2003
- 20 anos das Diretas - 2004
- Encontro Marcado; Inácio Barbosa - 2005
- Juscelino Kubitschek; Nacionalidade Brasileira - 2006
- Hataway - 2007
- Mármore - 2008
- Tancredo Neves; Frei Miguel; Tiradentes - 2009
- Portal Grande Sertão - 2010
- Meio de Campo - 2011
- Zé Peixe; Tobias Barreto - 2013
- Papel; Doadores - 2012/2014
- João Gilberto; Graciliano Ramos; Aurélio Buarque - 2015
- Do outro lado do desenho - 2015/2016[5]

## Ligação externa
- Site oficial